# Live at Carnegie Hall (album de Bill Withers)
Pour les articles homonymes, voir Live at Carnegie Hall.
Albums de Bill Withers
Still Bill
(1972) +'Justments
(1974)
Live at Carnegie Hall est un album en concert de l'auteur-compositeur-interprète américain de soul Bill Withers, sorti le 21 avril 1973 chez Sussex Records. Il est enregistré le 6 octobre 1972 au Carnegie Hall à New York et est sorti comme double album.

## Liste des titres
Toutes les chansons sont écrites et composées par Bill Withers, sauf indication contraire. Les chansons sont toutes interprétées en public le 6 octobre 1972 au Carnegie Hall (New York).
| 1. | Use Me            | 8:30 |
| 2. | Friend of Mine    | 3:23 |
| 3. | Ain't No Sunshine | 2:25 |
| 4. | Grandma's Hands   | 5:08 |

| 5. | World Keeps Going Around | 5:08 |
| 6. | Let Me in Your Life      | 4:35 |
| 7. | Better Off Dead          | 3:36 |
| 8. | For My Friend            | 2:58 |

| 9.  | I Can't Write Left Handed | - Withers - Ray Jackson | 6:52 |
| 10. | Lean on Me                |                         | 5:47 |
| 11. | Lonely Town Lonely Street |                         | 3:54 |
| 12. | Hope She'll Be Happier    |                         | 4:23 |

| 13. | Let Us Love           | 5:21  |
| 14. | Harlem / Cold Baloney | 13:07 |

## Crédits
- Bill Withers – chant, guitare, piano
- Benorce Blackmon – guitare
- Melvin Dunlap – basse
- Ray Jackson – piano, cordes et arrangements des cuivres
- James Gadson – batterie
- Bobbye Hall – percussion[5].

## Classements
| Classement (1973)          | Meilleure position |
| -------------------------- | ------------------ |
| États-Unis (Billboard 200) | 63                 |
| États-Unis (Top Soul LPs)  | 6                  |

| Classement (2020)             | Meilleure position |
| ----------------------------- | ------------------ |
| Belgique (Flandre Ultratop)   | 97                 |
| Royaume-Uni (UK Albums Chart) | 80                 |
| Suisse (Schweizer Hitparade)  | 47                 |

## Reprises

### I Can't Write Left Handed
- Fat Boy Slim, sample pour le morceau Demons en featuring avec Macy Gray en 2001.
- John Legend, dans l'album John Legend & The Roots: Wake up enregistré avec le groupe The Roots en 2010.
- Joe Bonamassa sur son album Driving Towards The Daylight en 2012.